# Ralph Lauren Corporation
Ralph Lauren Corporation, tidigare Polo Ralph Lauren, är ett klädföretag lanserat av den amerikanske kläddesignern Ralph Lauren. Förutom kläder tillverkar företaget även accessoarer och parfymer.

## Historia
Ralph Lauren började 1967 att sälja slipsar. Dessa skilde sig något jämfört med andra slipsar, då de var handgjorda och tillverkade i nya material. Det blev en framgång för den unge amerikanen. Året efter omfattade produktionen inte bara slipsar och Lauren bestämde sig för att starta Polo Ralph Lauren. Märket omfattade från början endast herrmode, men två år senare gavs en damkollektion ut och samma år blev Ralph Lauren den första modedesignern att få en egen butik, i Beverly Hills, Kalifornien.
Det för Polo Ralph Lauren mest kända klädesplagg, den klassiska pikétröjan prydd med polospelaren, indtroducerades i 24 färger 1972.
Efter att ha vunnit ett flertal utmärkelser i USA under 1970-talets mitt lanserade Ralph Lauren en kollektion som inspirerades av Vilda Västern-perioden kring sekelskiftet. Samma år, 1978, startade Polo Ralph Lauren även tillverkning av barnkläder och parfymer. Inspirerade av Navajoindianerna designade Ralph Lauren Santa Fé-kollektionen 1981. Samtidigt blev Polo Ralph Lauren ett globalt modeföretag i och med öppnandet av en butik i London.
Den 12 juni 1997 börsnoterades Polo Ralph Lauren på New York Stock Exchange (New York-börsen).